# Googie
Googie (auch als Populuxe oder Doo Wop bekannt) ist eine Form der Architektur und des Designs, die sich Ende der 1940er Jahre in Südkalifornien entwickelt hat und bis in die Mitte der 1960er Jahre populär war. Sie weist einen futuristischen Stil auf und wurde durch die damalige amerikanische Autokultur, die beginnende amerikanische Raumfahrt und das Atomzeitalter beeinflusst.
Der Ursprung des Begriffs Googie entstand 1949, als der Architekt John Lautner für den Gastronomen Mortimer Burton die Außenfassade seines Googie’s Coffee Shop am Sunset Boulevard in Hollywood entwarf (1989 abgerissen), der ausgeprägte dekorative Merkmale aufwies. Der Name Googie selbst war der Spitzname von Burtons Ehefrau Lillian. Lautner galt seitdem als einer der bekanntesten Vertreter der Googie-Architektur.
Ein Beispiel war das kalifornische Drive-in-Restaurant Johnie’s Broiler in Downey bei Los Angeles. 1961 errichtete der Los Angeles International Airport das Theme Building in einem ausgeprägten Googie-Stil, das seitdem als Ikone dieser Architekturrichtung gilt. Googie war bestimmend für das Erscheinungsbild der ab 1962 ausgestrahlten Zeichentrickfernsehserie Die Jetsons der Hanna-Barbera-Studios.
Auch die 1962 fertiggestellte Space Needle in Seattle ist in ihrer Gestaltung vom Googie-Stil beeinflusst. Googie-Architektur entstand mit dem Ziel, durch betonten Modernismus Aufmerksamkeit zu erregen. 
Im Designbereich ist die Lavalampe typisch Googie. 

## Galerie mit Stilbeispielen

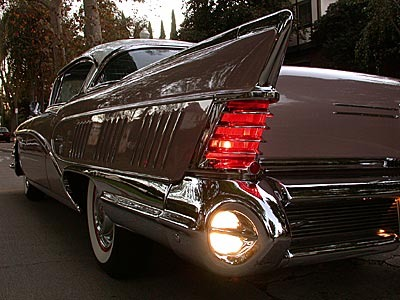
1958 Buick
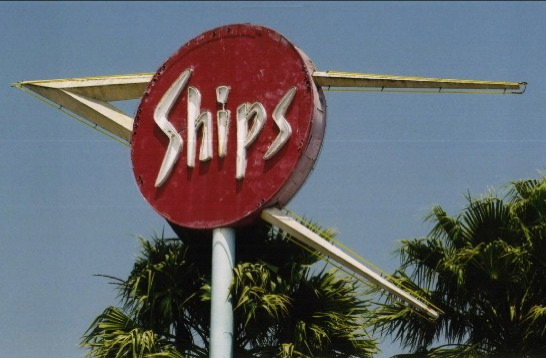
Klassischer Googie-Stil im Schild einer Kaffeehauskette der 1950er Jahre in Los Angeles
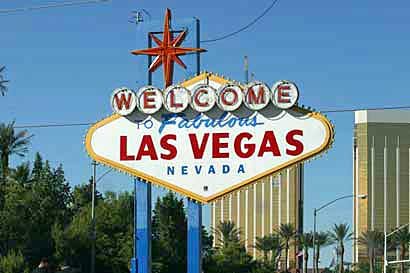
„Welcome to Fabulous Las Vegas“-Schild
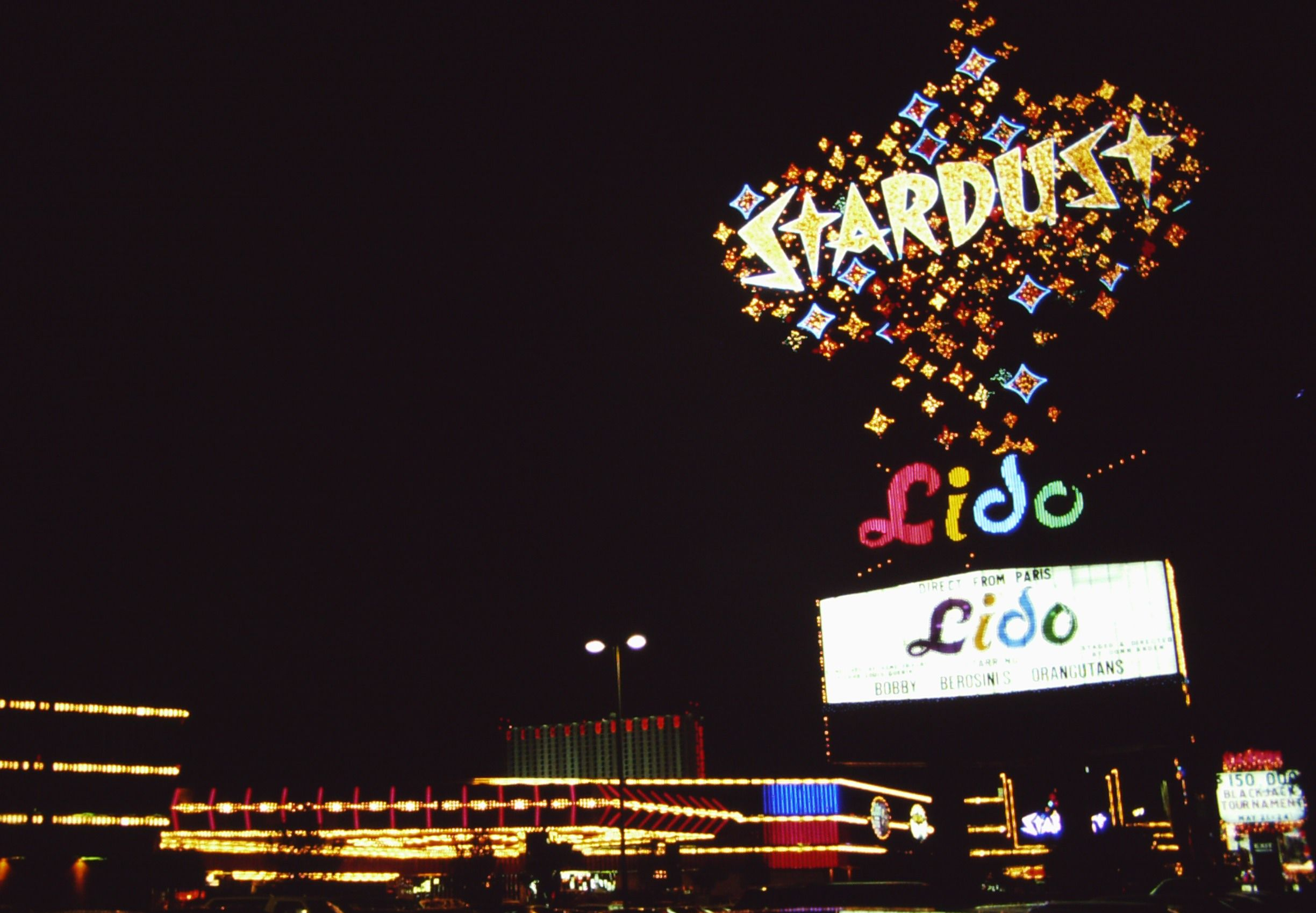
Neonschild des Stardust (Hotel und Kasino) in Las Vegas
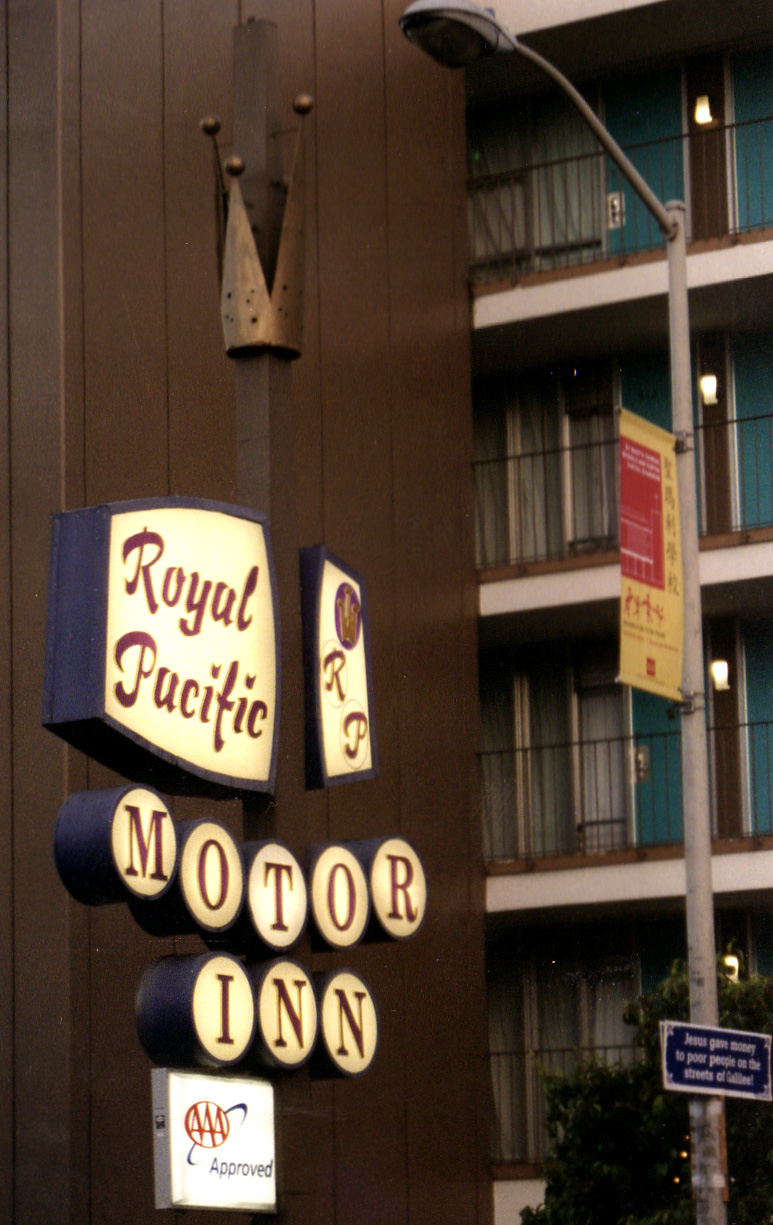
Motel-Schild im Googie-Stil aus den 1950er-Jahren in San Francisco.
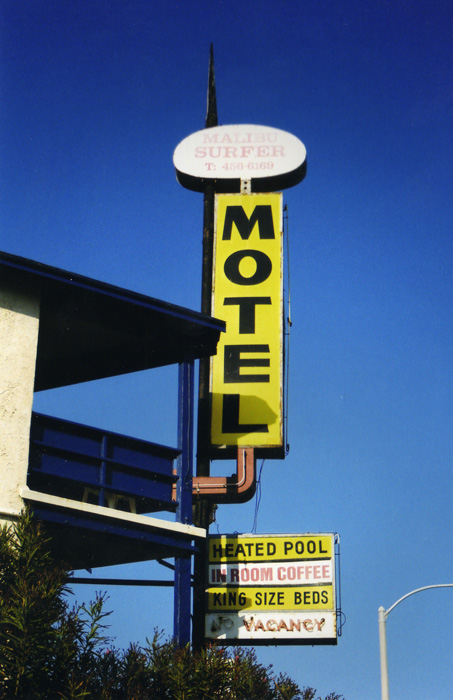
Das Malibu Surfer Motel in Malibu.
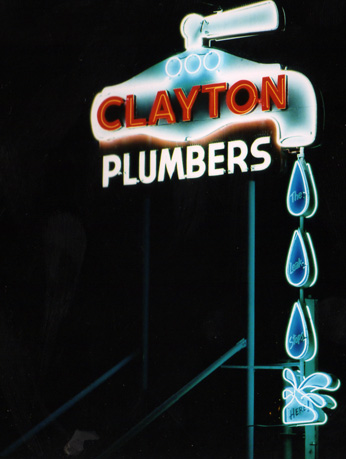
Das Schild eines Installateurs am Westwood Boulevard zeigt, was Anhänger des Stils „Googie Signage“ nennen.
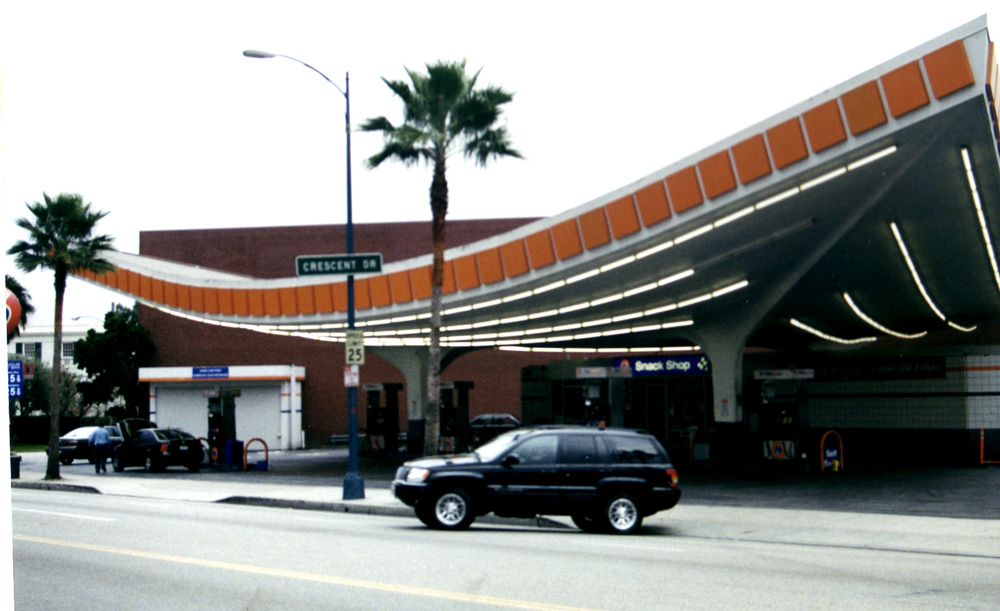
Tankstelle in Beverly Hills, konstruiert im Googie-Stil.
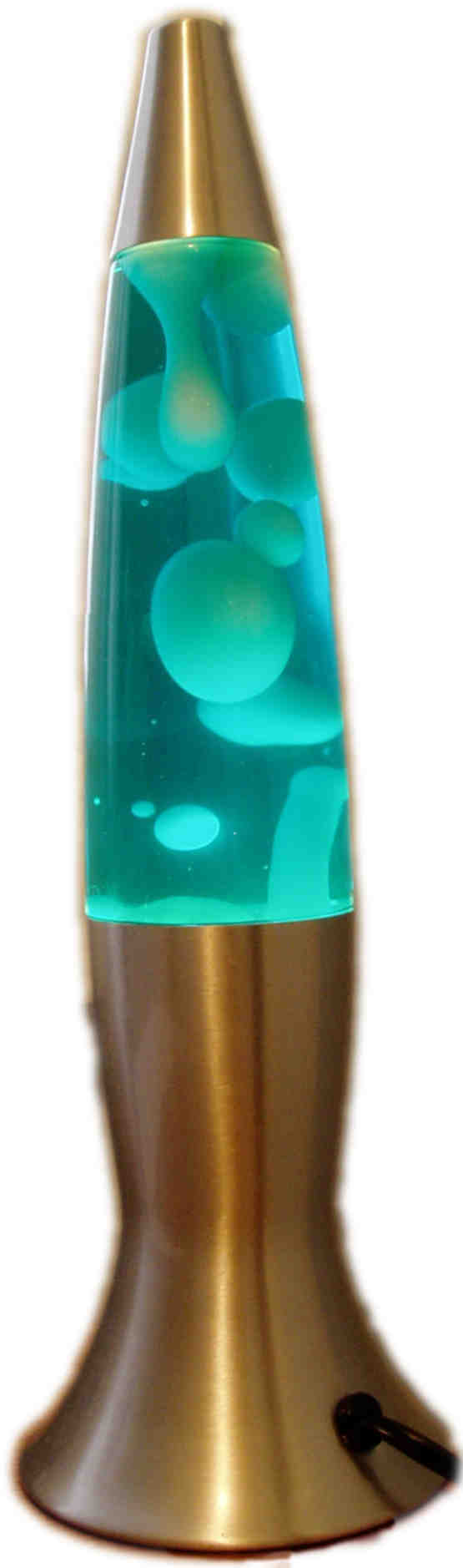
Die Lavalampe, vermarktet seit 1965, wurde ursprünglich als „Astro Lamp“ bezeichnet.
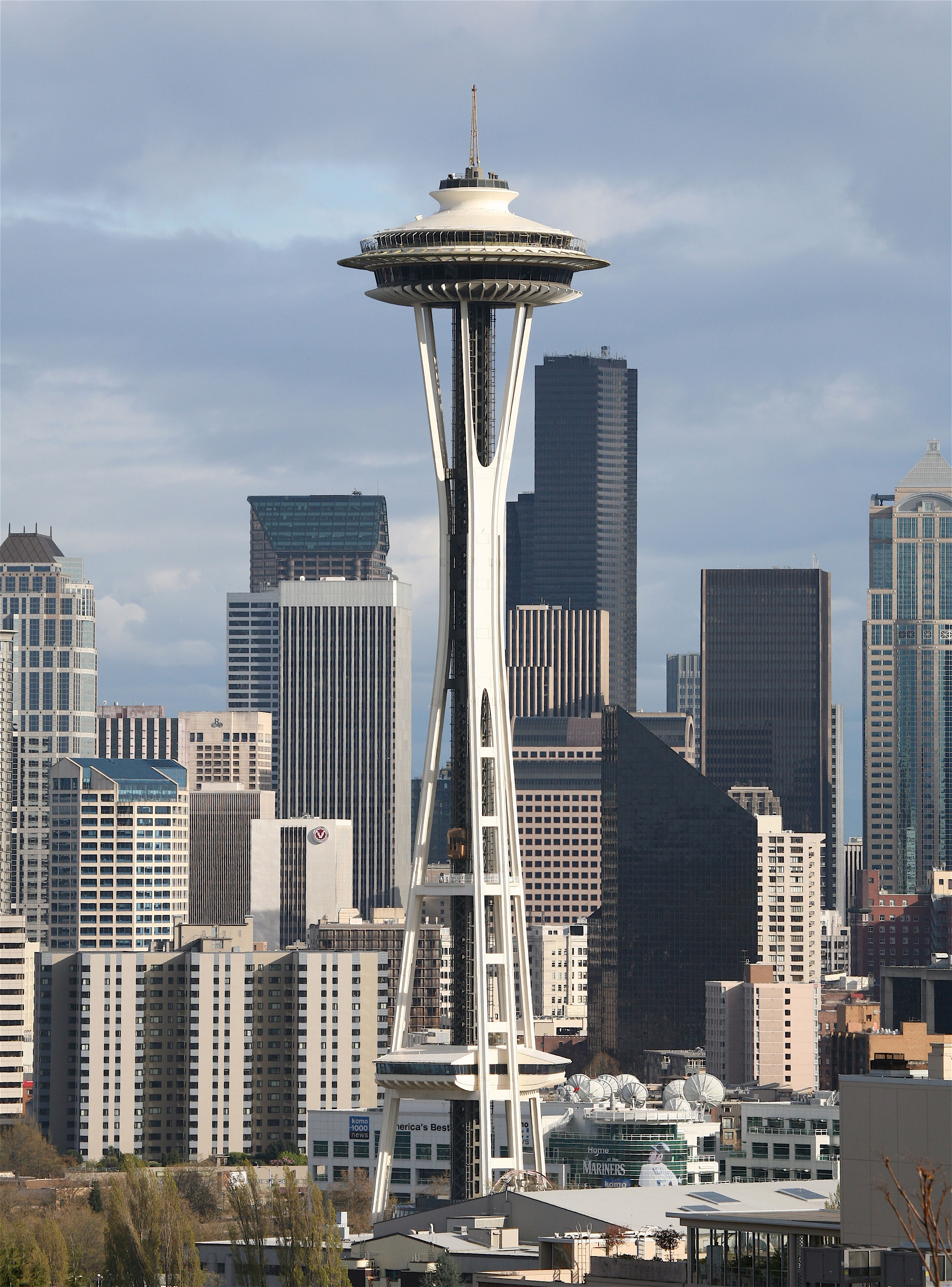
Space Needle in Seattle